# November 1982
Portal Geschichte | Portal Biografien | Aktuelle Ereignisse | Jahreskalender | Tagesartikel

◄ |
19. Jahrhundert |
20. Jahrhundert
| 21. Jahrhundert

◄ |
1950er |
1960er |
1970er |
1980er
| 1990er | 2000er | 2010er | ►

◄ |
1978 |
1979 |
1980 |
1981 |
1982
| 1983 | 1984 | 1985 | 1986 | ►

◄ |
August 1982 |
September 1982 |
Oktober 1982 |
November 1982 |
Dezember 1982 |
Januar 1983 |
Februar 1983 |
►
Dieser Artikel behandelt aktuelle Nachrichten und Ereignisse im November 1982.

## Tagesgeschehen

### Montag, 1. November 1982
- Abidjan/Elfenbeinküste: Der deutsche Rallye-Pilot Walter Röhrl gewinnt auf einem Opel Ascona 400 die Rallye Elfenbeinküste 1982 und steht damit vorzeitig als Fahrer-Weltmeister fest. Es ist der zweite WM-Titel seiner Karriere.[1]
- Bonn/Deutschland: Der Ministerpräsident von Nordrhein-Westfalen Johannes Rau (SPD) tritt sein Amt als Präsident des Bundesrates an.[2]

### Dienstag, 2. November 1982
- London/Vereinigtes Königreich: Der öffentlich-rechtliche Fernsehsender Channel 4 startet die Ausstrahlung der Seifenoper Brookside.[3]
- Washington, D.C./Vereinigte Staaten: Die Wahlen zum Repräsentantenhaus und zum Senat, auch bekannt als midterm elections (deutsch Halbzeitwahlen), ergeben rund zwei Jahre nach Amtsantritt des republikanischen US-Präsidenten Ronald Reagan hohe Gewinne für die Demokraten im Repräsentantenhaus. Hier vergrößern sie ihre bestehende Mehrheit auf 269 von 453 Sitzen. Im Senat sind nach wie vor die Republikaner in der Überzahl.[4]

### Mittwoch, 3. November 1982

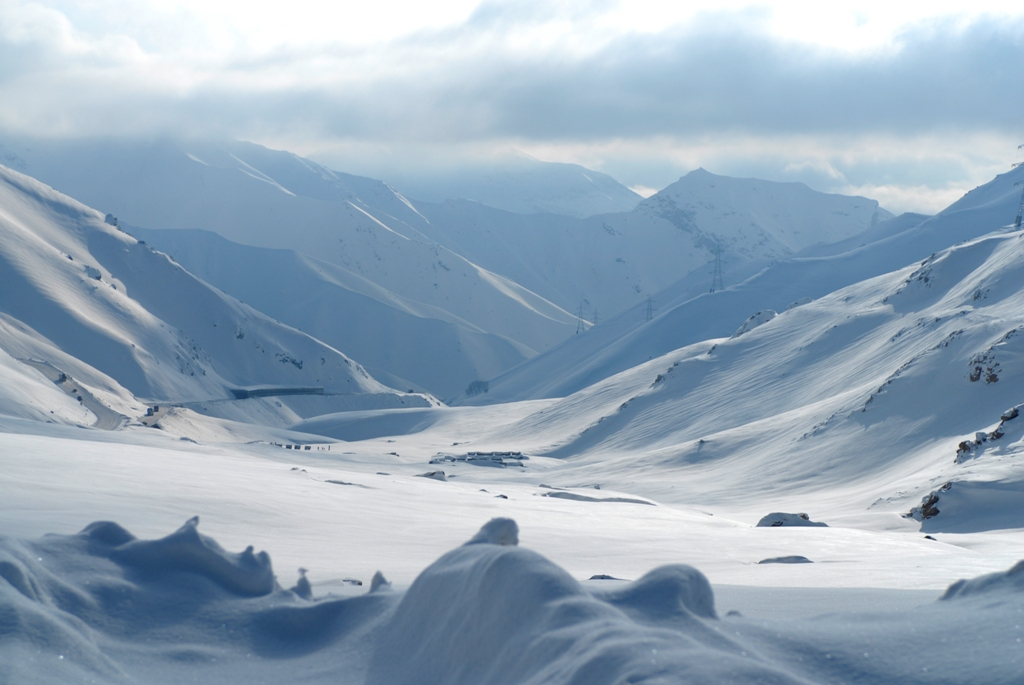
Salangpass

- Parwan/Afghanistan: Der Straßentunnel durch den Salangpass wird Schauplatz eines schweren Verkehrsunfalls, über den unterschiedlich berichtet wird. Die Rote Armee der Sowjetunion bestätigt ein Feuer im Tunnel sowie 176 Todesopfer, darunter 64 Soldaten der eigenen Streitkräfte. Augenzeugen sprechen jedoch von einer Explosion, die den Tod von circa 2.000 Menschen herbeiführte.[5]

### Donnerstag, 4. November 1982

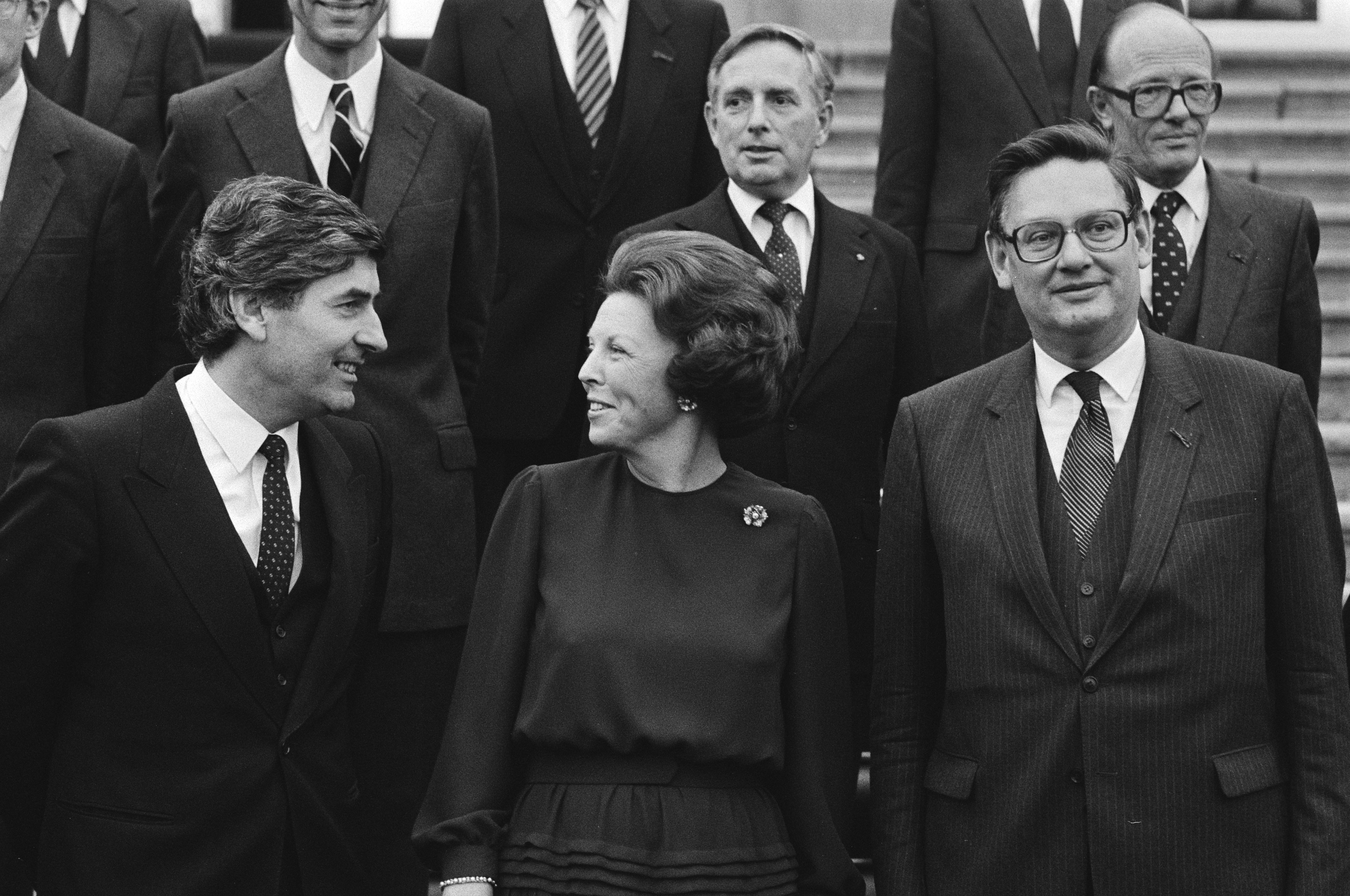
Ruud Lubbers, Königin Beatrix, Gijs van Aardenne

- Den Haag/Niederlande: Im Trêveszaal leistet das neue Regierungskabinett seinen Amtseid vor Königin Beatrix. Es besteht aus Mitgliedern der 1980 gegründeten Sammlungspartei Christlich-Demokratischer Aufruf (CDA) sowie Mitgliedern der Volkspartei für Freiheit und Demokratie (VVD). Als Ministerpräsident führt Ruud Lubbers (CDA) das Kabinett an, sein Stellvertreter ist Gijs van Aardenne (VVD).[6]

### Sonntag, 7. November 1982
- Ankara/Türkei: Die neue Verfassung der Republik wird in einem Referendum von circa 91 % der Stimmberechtigten angenommen. Nach dem Militärputsch von 1980 ließen die neuen Machthaber um Kenan Evren eine neue Verfassung ausarbeiten, die den Einfluss der Religion zurückdrängt und sämtlichen politisch Aktiven aus der Zeit vor dem Umsturz eine Teilhabe am politischen Leben untersagt. Evren, einer der Anführer des Putschs, betrachtet das Ergebnis der Abstimmung als offizielle Bestätigung, dass er legitimes türkisches Staatsoberhaupt ist.[7]
- Ouagadougou/Obervolta: Den Lehren des Kommunismus zugeneigte Kreise des Militärs um Thomas Sankara putschen erfolgreich gegen den Präsidenten des Militärkomitees der Wiederherstellung des Nationalen Fortschritts Saye Zerbo, in dieser Funktion Staatsoberhaupt Obervoltas. Zerbo erlangte die politische Führungsposition des Landes 1980 ebenfalls durch einen Militärputsch. Nach dem heutigen Umsturz setzt das siegreiche so genannte „Volksbefreiungskomitee“ provisorisch Jean-Baptiste Ouédraogo als neues Staatsoberhaupt ein.[8]

### Montag, 8. November 1982
- New York/Vereinigte Staaten: Die Zeitschrift Newsweek informiert mit dem Beitrag „America's secret war: Nicaragua“ als erstes gesellschaftlich relevantes Medium über nachweisbare Aktivitäten der Vereinigten Staaten gegen die Selbstbestimmung des mittelamerikanischen Staats Nicaragua, dessen sozialistische Regierung im März 1980 eine enge wirtschaftliche und militärische Kooperation mit der Sowjetunion einging.[9]

### Dienstag, 9. November 1982
- Ankara/Türkei: Die neue Verfassung der Republik tritt in Kraft. Der bisherige De-facto-Präsident Kenan Evren amtiert nun offiziell als Präsident der Republik Türkei.[10]

### Mittwoch, 10. November 1982
- Koblenz/Deutschland: Die Fußballnationalmannschaft der Frauen der Bundesrepublik Deutschland bestreitet ihr Länderspiel Nummer 1. Zu den spielprägenden deutschen Akteuren beim 5:1-Erfolg des DFB-Teams gegen die Schweiz gehört die 18-jährige zweifache Torschützin Silvia Neid.[11]

### Donnerstag, 11. November 1982
- Tyros/Libanon: Im Libanonkrieg führt der Einheimische Ahmed Qasir das – nach Stand der Wissenschaft – erste Selbstmordattentat der Geschichte aus. Qasir steuert ein mit Ammoniumnitrat beladenes Kraftfahrzeug in das militärische Hauptquartier der Israelischen Verteidigungsstreitkräfte im Libanon und tötet mindestens 75 israelische Soldaten, eine unbekannte Zahl von arabischen Gefangenen und sich selbst, jedoch erklären die israelischen Behörden das Unglück zur Gasexplosion.[12][13]

### Sonntag, 14. November 1982
- Tirana/Albanien: Die von der kommunistischen Partei der Arbeit zusammengestellte „Nationale Front“ unter Führung des 74-jährigen Diktators Enver Hoxha erhält bei der Wahl zum Parlament annähernd 100 % der Stimmen.[14]

### Samstag, 20. November 1982
- Gudow, Witzhave/Deutschland: Die Verkehrsminister der Bundesrepublik Deutschland und der Deutschen Demokratischen Republik geben nach Vollendung des letzten Teilstücks die Transit-Autobahn von Hamburg nach West-Berlin über das Gebiet der DDR für den Verkehr frei. Die Dauer des Transits sinkt für Kfz-Reisende ungefähr um 50 %, und auch auf den Nord-Süd-Verkehr der DDR wirkt sich die Autobahn vorteilhaft aus.[15]

### Sonntag, 21. November 1982
- Leipzig/Deutschland: Im Waldstraßenviertel wird 39 Jahre nach der Zerstörung der Propsteikirche zur Heiligen Dreifaltigkeit am Innenstadtring die neue, aus Spenden westdeutscher Katholiken finanzierte St.-Trinitas-Kirche eingeweiht. Seit 1945 war die Leipziger Propsteigemeinde ohne Sakralbau.[16]

### Montag, 22. November 1982
- München/Deutschland: Der Landesverband Bayern e. V. im Börsenverein des Deutschen Buchhandels und die Stadt München verleihen den Literaturpreis Geschwister-Scholl-Preis an das Buch Der Sturz des Engels des deutschen Schriftstellers Franz Fühmann.[17]

### Sonntag, 28. November 1982
- Bern/Schweiz: Erstmals seit 1949 nehmen die Stimmberechtigten eine Volksinitiative an. Die Frage lautet: „Wollen Sie die Volksinitiative zur Verhinderung missbräuchlicher Preise annehmen?“ Die vom Wahlvolk gewünschte Preisüberwachung „für Waren und Dienstleistungen marktmächtiger Unternehmungen und Organisationen“ können Regierung und Parlament allerdings noch per Gegenvorschlag verhindern.[18]
- Münster/Deutschland: Maßgeblich als Reaktion auf den im Dezember 1979 gefassten NATO-Doppelbeschluss gründet sich die Partei Demokratische Sozialisten. Die Mehrheit der Mitglieder trat zuvor aus der SPD aus und unterstützt die Friedensbewegung.[19]